# Petrophile pilostyla
Petrophile pilostyla är en tvåhjärtbladig växtart. Petrophile pilostyla ingår i släktet Petrophile och familjen Proteaceae.

## Underarter
Arten delas in i följande underarter:
- P. p. austrina
- P. p. pilostyla
- P. p. syntoma